# Jang Won-sam
Detta är ett koreanskt namn; familjenamnet är Jang.
Jang Won-sam (hangul: 장원삼; hanja: 張洹三), född den 9 juni 1983 i Changwon, är en sydkoreansk basebollspelare som tog guld för Sydkorea vid olympiska sommarspelen 2008 i Peking.
Jang representerade även Sydkorea vid World Baseball Classic 2009, när Sydkorea kom tvåa, och 2013.